# Tak spędziłem koniec świata
Tak spędziłem koniec świata (rum. Cum mi-am petrecut sfârșitul lumii) – rumuńsko-francuski dramat filmowy z 2006 roku w reżyserii Cătălina Mitulescu, będący jego pełnometrażowym debiutem. Film został wyselekcjonowany jako kandydat Rumunii do Oscara dla najlepszego filmu nieanglojęzycznego, ale nie uzyskał nominacji.

## Opis fabuły
Akcja filmu rozgrywa się w latach 80. XX w. na przedmieściach Bukaresztu. Rodzeństwo - siedmioletni Lalalilu i jego starsza siostra Eva - nie mogą się odnaleźć w komunistycznej rzeczywistości. Eva zostaje wyrzucona ze szkoły i przenosi się do technikum, gdzie poznaje Andrei, z którym chce uciec przez Dunaj do Jugosławii. Lalalilu śpiewa w szkolnym chórze pieśni na cześć Nicolae Ceaușescu, ale marzy o zabójstwie dyktatora.

## Obsada
- Dorotheea Petre jako Eva Matei
- Ionuț Becheru jako Alexandru Vomica
- Timotei Duma jako Lalalilu 'Lali' Matei, brat Evy
- Anca Ahrfrescu jako Soçia lui Nucu
- Carmen Ungureanu jako Maria Matei, matka Evy
- Mircea Diaconu jako Grigore Matei, ojciec Evy
- Jean Constantin jako wuj Florică
- Bogdan Dumitrache jako lekarz
- Marian Stoica jako „Silvică”
- Valentin Popescu jako nauczyciel muzyki w liceum
- Florin Zamfirescu jako dyrektor liceum
- Corneliu Țigancu jako Bulba
- Grigore Gonța jako Ceaușică, ojciec Alexandru
- Gheorghe Farcas jako inspektor Lalakilu

## Nagrody i wyróżnienia
Rumuńskie Nagrody Filmowe GOPO (2007)
- najlepsza muzyka
- najlepszy montaż
- najlepszy scenariusz
- najlepsze kostiumy

MFF Transylvania
- Najlepszy film europejski

59. MFF w Cannes
- Nagroda dla najlepszej aktorki w sekcji "Un Certain Regard" (Dorotheea Petre)

MFF w Valladolid
- Nagroda Młodzieży